# La Corne du Bois des Pendus
La Corne du Bois des Pendus is een Belgisch bier van hoge gisting. Het bier wordt gebrouwen in opdracht van Brasserie d'Ebly bij Brasserie des Légendes te Irchonwelz of Elzele.
Het bier is vernoemd naar La Corne du Bois des Pendus, een plaats in de huidige Belgische provincie Luxemburg. In februari 1636 werden hier in een hoornvormig gedeelte van het woud van Anlier tijdens de Dertigjarige Oorlog door Oost-Europese soldaten, ingehuurd door Duitsland, een honderdtal dorpsbewoners opgehangen.

## Varianten
- La Corne du Bois des Pendus Blonde, blond bier met een alcoholpercentage van 5,9%
- La Corne du Bois des Pendus Triple, goudblond bier met een alcoholpercentage van 10%
- La Corne du Bois des Pendus Black, donkerbruin bier met een alcoholpercentage van 8%
- La Corne du Bois des Pendus Quadrupel, amberkleurige bier met een alcoholpercentage van 12%

## Glas

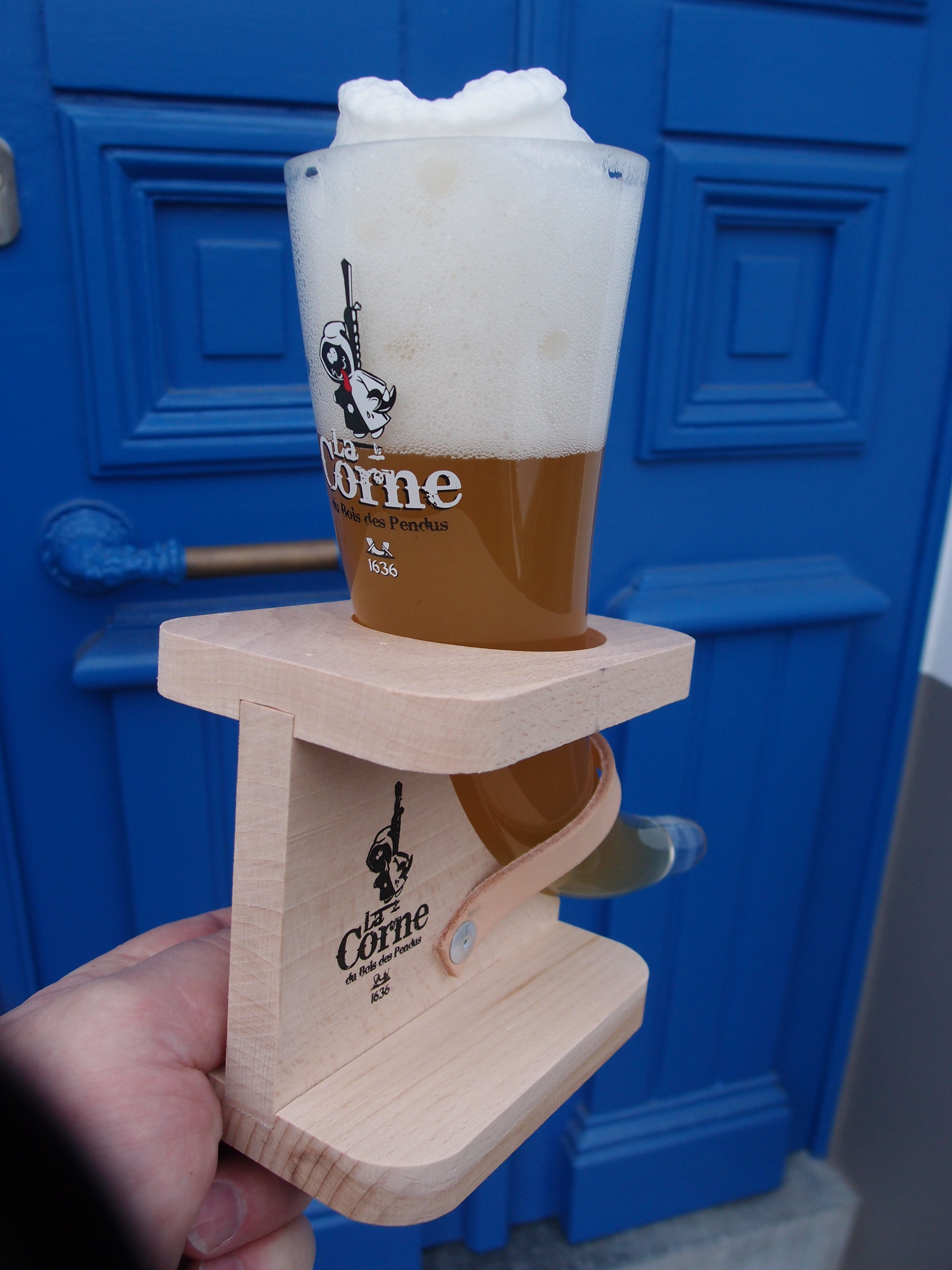
Glas

La Corne du Bois des Pendus wordt geschonken in een hoornvormig glas dat geplaatst wordt in een houten staander. In 2012 diende brouwerij Bosteels een klacht in omdat het glas te sterk zou lijken op het glas van hun Pauwel Kwak. Begin december 2012 oordeelde de Antwerpse rechtbank van koophandel echter dat er geen verwarring mogelijk was en dat het glas mag behouden blijven. Een rechtbank in Brussel moet nog oordelen of het concept van een glas in een houten houder een inbreuk vormt op het auteursrecht.